# 参謀第2部
参謀第2部（さんぼうだいにぶ、英語: G2, G-2、ジーツー）は、連合国軍最高司令官総司令部（GHQ/SCAP）参謀部（General Staff Section）内の一機構。部長はチャールズ・ウィロビーが務めた。
諜報活動や検閲を担当し、日本語文書の翻訳、技術情報の収集などを任務とした。1946年6月から、外国使節とGHQ/SCAPの機関との間および日本政府と占領軍との間の公式の連絡がこれに加わった。
GHQ/SCAPの専門部（Special Staff Section）内の一機構民間諜報局（Civil Intelligence Section, CIS）は、1946年5月3日G2に移管され、同年8月29日専門部に戻されたのち、1951年8月9日廃止されG2民間諜報課へ統合された。
プレスコードに基づく検閲は、CISやG2管下の民間検閲支隊（Civil Censorship Detachment, CCD）によって実行された。
G2部員の情報将校ジャック・キャノンは、在日本アメリカ情報機関の一部隊キャノン機関を率いて対敵スパイ工作の任にあたった。
積極的に民主化政策を推し進めた民政局（GS）やその局長コートニー・ホイットニーとしばしば対立した。